# Motomondiale 1993
La stagione 1993 è stata la quarantacinquesima del Motomondiale; le prove in calendario passarono a 14, con l'eliminazione dei GP di Ungheria, Brasile e Francia (il GP del Sudafrica, previsto il 3 ottobre, fu invece annullato e sostituito con il GP della FIM) ed il ritorno del Mondiale in Austria, Stati Uniti, San Marino e Repubblica Ceca.

## Il contesto
La stagione ebbe ancora cambiamenti nel sistema di punteggi: dopo solo un anno, ritornavano ad essere assegnati punti ai primi quindici piloti classificati anziché solamente ai primi dieci. Il nuovo punteggio prevede 25 punti al vincitore, 20 al secondo classificato e 16 al terzo; i successivi piazzamenti sono premiati rispettivamente con 13, 11, 10, 9, 8, 7, 6, 5, 4, 3, 2 e 1 punto.
I sidecar, per la prima volta dal 1979, videro il loro campionato svolgersi solo parzialmente insieme alle altre classi: 3 delle 8 gare (ma originariamente erano 4 su 9) si svolsero in concomitanza di gare del campionato mondiale Superbike.
Lo svolgimento della stagione, a parte la solita parte centrale disputata in Europa tra maggio e inizio settembre, prevedeva inizialmente tre trasferte in Oceania (per il GP d'Australia con cui si inaugurava l'annata di gare) e Asia (GP del Giappone e di Malesia). Il termine della stagione doveva avvenire negli Stati Uniti d'America e in Sudafrica ma il secondo venne annullato e si vide un ritorno nuovamente in Europa per la gara conclusiva.
Durante l'anno, in occasione del GP d'Europa venne anche raggiunto il traguardo delle 500 prove disputate dall'esordio del mondiale nel Tourist Trophy 1949.
In 500 la stagione fu segnata dal tragico incidente accaduto a Wayne Rainey al GP d'Italia a Misano: il pilota statunitense cadde poco dopo aver preso la testa della gara, riportando diverse lesioni alla spina dorsale che lo costringeranno per tutto il resto della vita su una sedia a rotelle. Il titolo andò a Kevin Schwantz, che riportò la Suzuki all'iride dopo undici stagioni.
Nella 250, vittoria di misura per il giapponese Tetsuya Harada su Loris Capirossi, in una stagione che aveva visto la morte del pilota giapponese Nobuyuki Wakai, durante il GP di Spagna a Jerez, a causa di uno scontro avvenuto durante le prove del sabato con un tifoso italiano che stava attraversando la corsia dei box.
In 125 fu il pilota tedesco Dirk Raudies in sella ad una Honda a conquistare il titolo con nove vittorie sulle quattordici gare in programma.
Nei sidecar, sesto titolo per Rolf Biland, sempre in coppia con Kurt Waltisperg.
Da registrare quest'anno anche l'uscita di scena di Bernie Ecclestone tra gli organizzatori.
Un fatto curioso avvenne al Gran Premio motociclistico del Giappone: tre fratelli corsero nella stessa giornata, essendo anche tutti classificati al termine della gara; furono Haruchika Aoki giunto settimo nella classe 125, Nobuatsu Aoki e Takuma Aoki giunti rispettivamente 4º e 8º in classe 250.

## Il calendario
| Data Resoconto         | Gran Premio (Circuito)               | Vincitori         | Vincitori            | Vincitori      | Vincitori | Vincitori | Vincitori |
| Data Resoconto         | Gran Premio (Circuito)               | classe 125        | classe 250           | classe 500     |           |           |           |
| 28 marzo Resoconto     | GP d'Australia (Eastern Creek)       | Dirk Raudies      | Tetsuya Harada       | Kevin Schwantz |           |           |           |
| 4 aprile Resoconto     | GP della Malesia (Shah Alam)         | Dirk Raudies      | Nobuatsu Aoki        | Wayne Rainey   |           |           |           |
| 18 aprile Resoconto    | GP del Giappone (Suzuka)             | Dirk Raudies      | Tetsuya Harada       | Wayne Rainey   |           |           |           |
| 2 maggio Resoconto     | GP di Spagna (Jerez)                 | Kazuto Sakata     | Tetsuya Harada       | Kevin Schwantz |           |           |           |
| 16 maggio Resoconto    | GP d'Austria (Salisburgo)            | Takeshi Tsujimura | Doriano Romboni      | Kevin Schwantz |           |           |           |
| 13 giugno Resoconto    | GP di Germania (Hockenheimring)      | Dirk Raudies      | Doriano Romboni      | Daryl Beattie  |           |           |           |
| 26 giugno Resoconto    | GP d'Olanda (Assen)                  | Dirk Raudies      | Loris Capirossi      | Kevin Schwantz |           |           |           |
| 4 luglio Resoconto     | GP d'Europa (Catalunya)              | Noboru Ueda       | Max Biaggi           | Wayne Rainey   |           |           |           |
| 18 luglio Resoconto    | GP di San Marino (Mugello)           | Dirk Raudies      | Loris Capirossi      | Michael Doohan |           |           |           |
| 1º agosto Resoconto    | GP di Gran Bretagna (Donington Park) | Dirk Raudies      | Jean-Philippe Ruggia | Luca Cadalora  |           |           |           |
| 22 agosto Resoconto    | GP della Repubblica Ceca (Brno)      | Kazuto Sakata     | Loris Reggiani       | Wayne Rainey   |           |           |           |
| 5 settembre Resoconto  | GP d'Italia (Misano Adriatico)       | Dirk Raudies      | Jean-Philippe Ruggia | Luca Cadalora  |           |           |           |
| 12 settembre Resoconto | GP degli USA (Laguna Seca)           | Dirk Raudies      | Loris Capirossi      | John Kocinski  |           |           |           |
| 26 settembre Resoconto | GP della FIM (Jarama)                | Ralf Waldmann     | Tetsuya Harada       | Alex Barros    |           |           |           |

## Sistema di punteggio e legenda
| Pos.  | 1  | 2  | 3  | 4  | 5  | 6  | 7 | 8 | 9 | 10 | 11 | 12 | 13 | 14 | 15 | 16 > |
| ----- | -- | -- | -- | -- | -- | -- | - | - | - | -- | -- | -- | -- | -- | -- | ---- |
| Punti | 25 | 20 | 16 | 13 | 11 | 10 | 9 | 8 | 7 | 6  | 5  | 4  | 3  | 2  | 1  | 0    |

## Le classi

### Classe 500
| 1 | Yamaha        | 269 |
| 2 | Suzuki        | 264 |
| 3 | Honda         | 253 |
| 4 | Cagiva        | 148 |
| 5 | ROC-Yamaha    | 108 |
| 6 | Harris-Yamaha | 58  |

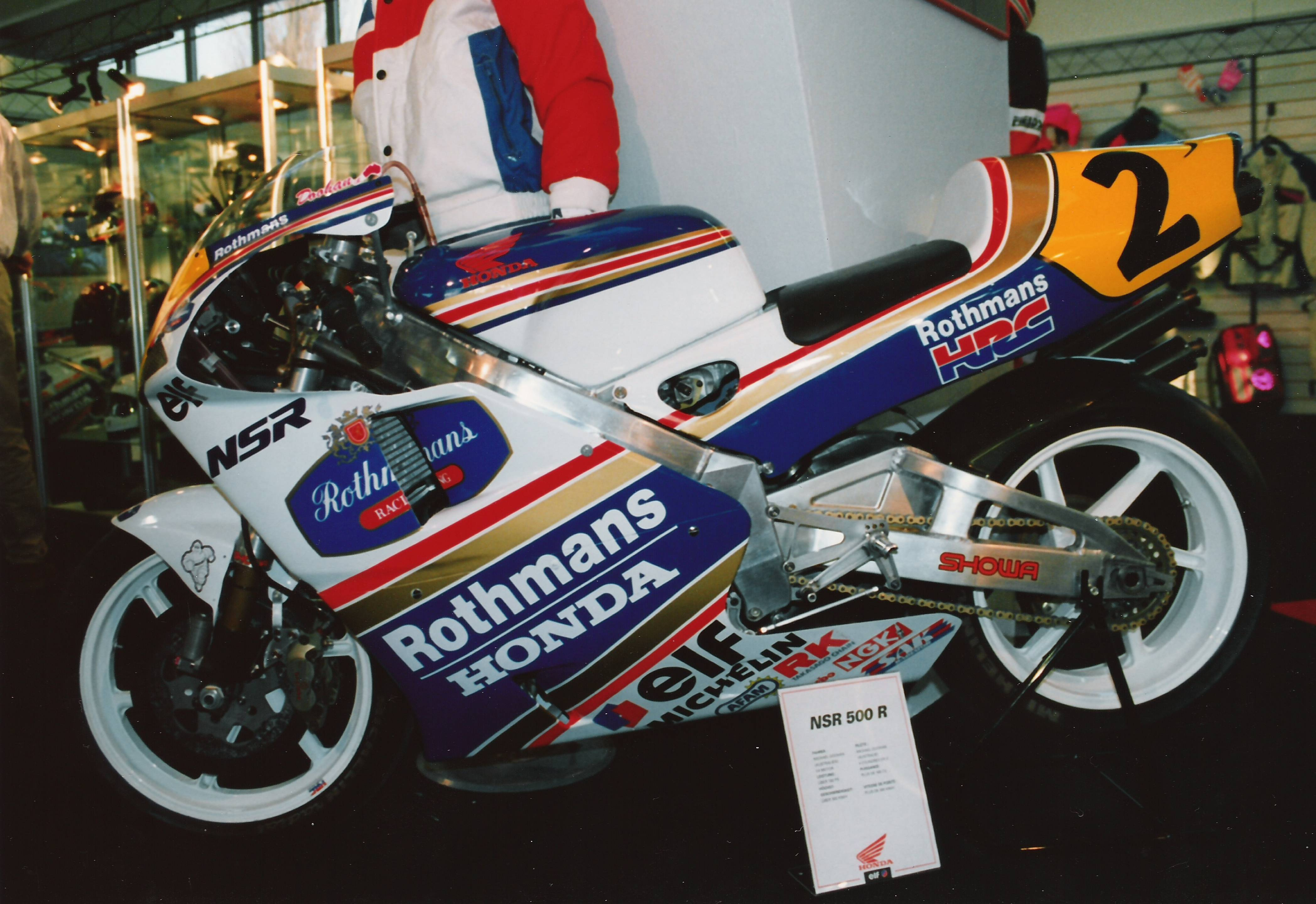
La Honda NSR 500 di Mick Doohan.

Nonostante il titolo piloti sia stato conquistato da Kevin Schwantz su una Suzuki, il titolo riservato ai costruttori venne vinto dalla Yamaha. Tra l'altro, proprio Yamaha, già dall'anno precedente aveva messo a disposizione una fornitura di motori derivati da quelli in uso ufficialmente dalla casa, propulsori che dovevano essere inseriti in telai progettati in Europa; da questa sinergia nacquero la ROC-Yamaha e la Harris-Yamaha che equipaggiavano molti team privati.
Curiosamente nella seconda parte della stagione anche il team di Kenny Roberts, che gestiva le Yamaha ufficiali, preferì utilizzare un telaio della francese ROC inserendovi un motore ufficiale.
Furono sette i piloti che iscrissero il proprio nome tra i vincitori dei 14 gran premi di quest'anno: oltre all'iridato Schwantz che si impose in 4 occasioni, ottenne 4 vittorie il secondo classificato Wayne Rainey, ne ottenne 2 Luca Cadalora e si imposero una volta ciascuno Daryl Beattie, Mick Doohan, Alex Barros e John Kocinski. Proprio quest'ultimo aveva iniziato la stagione in classe 250 con la Suzuki per passare poi alla classe regina per le ultime quattro prove dell'anno, ingaggiato dalla Cagiva.
Oltre che per Wayne Rainey, questa fu anche l'ultima stagione in cui si vide in gara Freddie Spencer, mai più ripresosi completamente dai problemi fisici. Entrambi erano in sella a una Yamaha: Rainey nel Marlboro Team Roberts e Spencer nel team "Yamaha Motor France".

Classifica piloti (prime 5 posizioni)
| Pos. | Pilota         | Moto   |     |    |     |   |   |     |     |    |   |     |   |     |     |     | P.ti |
| ---- | -------------- | ------ | --- | -- | --- | - | - | --- | --- | -- | - | --- | - | --- | --- | --- | ---- |
| 1    | Kevin Schwantz | Suzuki | 1   | 3  | 2   | 1 | 1 | 2   | 1   | 3  | 2 | Rit | 5 | 3   | 4   | 3   | 248  |
| 2    | Wayne Rainey   | Yamaha | 2   | 1  | 1   | 2 | 3 | 5   | 5   | 1  | 3 | 2   | 1 | Rit |     |     | 214  |
| 3    | Daryl Beattie  | Honda  | 4   | 2  | 3   | 6 | 7 | 1   | Rit | 4  | 6 | 6   | 6 | 7   | 5   | 2   | 176  |
| 4    | Michael Doohan | Honda  | Rit | 4  | 7   | 4 | 2 | Rit | 2   | 2  | 1 | Rit | 3 | 2   | Rit |     | 156  |
| 5    | Luca Cadalora  | Yamaha | 8   | NP | Rit | 5 | 5 | 8   | 7   | 15 | 5 | 1   | 2 | 1   | 3   | Rit | 145  |
| Pos. | Pilota         | Moto   |     |    |     |   |   |     |     |    |   |     |   |     |     |     | P.ti |

| Legenda                                                                        | 1º posto        | 2º posto        | 3º posto | A punti      | Senza punti        | Grassetto=Pole position Corsivo=Giro più veloce |
| Legenda                                                                        | Gara non valida | Non qualificato | Ritirato | Squalificato | "-" Dato non disp. | Grassetto=Pole position Corsivo=Giro più veloce |
| Fonte dei dati: motogp.com, racingmemo.free.fr, autosport.com, jumpingjack.nl. |                 |                 |          |              |                    |                                                 |

### Classe 250
| Pos. | Costruttore | Punti |
| ---- | ----------- | ----- |
| 1    | Honda       | 307   |
| 2    | Yamaha      | 222   |
| 3    | Aprilia     | 222   |
| 4    | Suzuki      | 97    |
| 5    | Gilera      | 9     |

Il detentore del titolo dell'anno precedente era passato a gareggiare nella categoria superiore, vi fu così un nuovo vincitore: il titolo iridato della quarto di litro fu appannaggio del pilota giapponese Tetsuya Harada in sella ad una Yamaha, seguito da quattro piloti italiani.

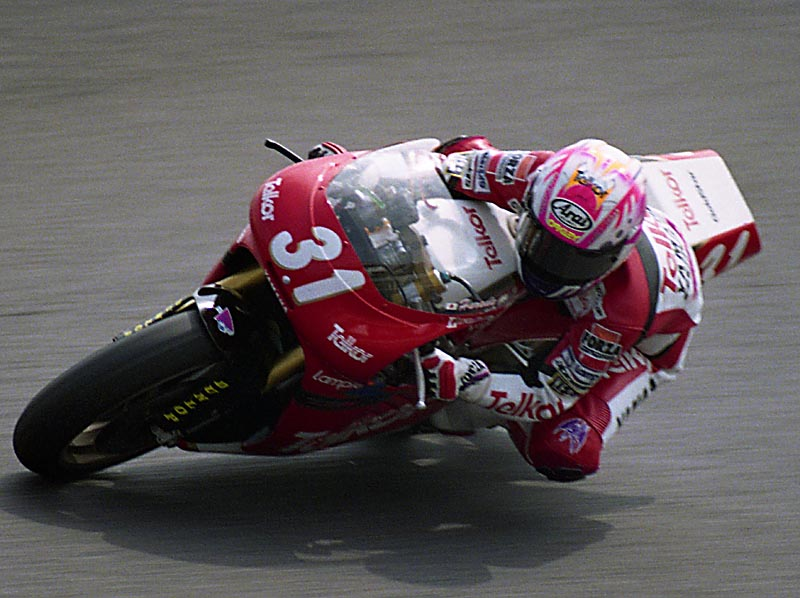
Tetsuya Harada nel 1993.

Il titolo costruttori, come già nella cilindrata superiore non andò però alla casa che equipaggiava il pilota vincitore, bensì alla Honda che ottenne 7 successi nei singoli gran premi. Quattro successi li ottenne Yamaha, tutti con Harada, e 3 andarono all'Aprilia.
In occasione del Gran Premio motociclistico della Malesia, al termine della gara vennero comminate delle penalizzazioni per partenza anticipata a Loris Capirossi, Max Biaggi, Carlos Cardús e Jean-Philippe Ruggia che si ritrovarono a perdere diverse posizioni in classifica rispetto a come avevano tagliato il traguardo.
Al termine del Gran Premio motociclistico d'Olanda il pilota ufficiale della Suzuki John Kocinski danneggiò intenzionalmente la sua motocicletta, venendo immediatamente licenziato dal suo team e sostituito per il resto della stagione da Simon Crafar.
In occasione del Gran Premio motociclistico degli Stati Uniti d'America vi fu il debutto nel motomondiale di un figlio d'arte, Kenny Roberts Jr, destinato in seguito a diventare anch'esso campione del mondo come il padre.
A metà stagione si registrò anche l'annuncio del ritiro dalle competizione del motomondiale da parte del pilota spagnolo Carlos Cardús che aveva gareggiato per undici anni nella 250.

Classifica piloti (prime 5 posizioni)
| Pos. | Pilota          | Moto    |     |    |     |     |   |   |     |     |   |     |   |     |     |   | P.ti |
| ---- | --------------- | ------- | --- | -- | --- | --- | - | - | --- | --- | - | --- | - | --- | --- | - | ---- |
| 1    | Tetsuya Harada  | Yamaha  | 1   | 2  | 1   | 1   | 6 | 6 | 2   | Rit | 3 | Rit | 6 | Rit | 5   | 1 | 197  |
| 2    | Loris Capirossi | Honda   | Rit | 12 | 10  | 10  | 2 | 2 | 1   | Rit | 1 | 2   | 5 | 2   | 1   | 5 | 193  |
| 3    | Loris Reggiani  | Aprilia | 14  | 7  | Rit | Rit | 4 | 5 | 6   | Rit | 2 | 3   | 1 | 3   | 3   | 2 | 158  |
| 4    | Max Biaggi      | Honda   | 3   | 17 | Rit | 2   | 5 | 4 | Rit | 1   | 5 | 6   | 2 | Rit | Rit | 3 | 142  |
| 5    | Doriano Romboni | Honda   | 7   | 4  | 3   | 8   | 1 | 1 | Rit |     |   |     | 4 | Rit | 2   | 6 | 139  |
| Pos. | Pilota          | Moto    |     |    |     |     |   |   |     |     |   |     |   |     |     |   | P.ti |

| Legenda                                                                        | 1º posto        | 2º posto        | 3º posto | A punti      | Senza punti        | Grassetto=Pole position Corsivo=Giro più veloce |
| Legenda                                                                        | Gara non valida | Non qualificato | Ritirato | Squalificato | "-" Dato non disp. | Grassetto=Pole position Corsivo=Giro più veloce |
| Fonte dei dati: motogp.com, racingmemo.free.fr, autosport.com, jumpingjack.nl. |                 |                 |          |              |                    |                                                 |

### Classe 125
| Pos. | Costruttore | Punti |
| ---- | ----------- | ----- |
| 1    | Honda       | 345   |
| 2    | Aprilia     | 203   |

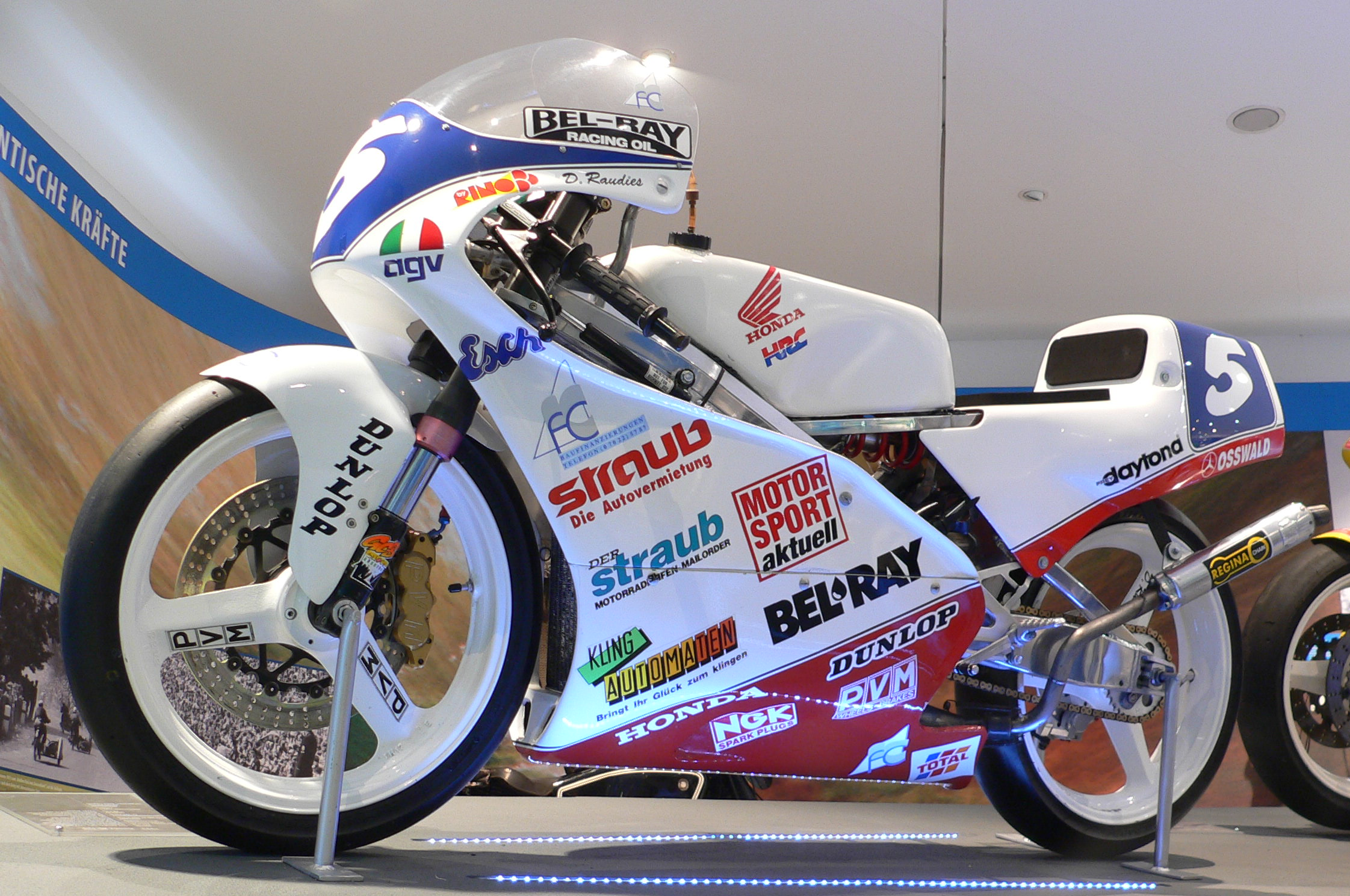
La Honda RS 125 R del team Europa Raudies, con la quale Raudies vinse il titolo mondiale.

Anche per questa stagione furono solo due le case motociclistiche che presero punti in questa classe, la giapponese Honda che si aggiudicò il titolo costruttori e che equipaggiava i primi tre piloti nella classifica iridata, contrastata dall'italiana Aprilia.
Il titolo piloti fu conquistato dal pilota tedesco Dirk Raudies che vinse anche 9 dei 14 gran premi in calendario. Il detentore del titolo precedente Alessandro Gramigni era passato a gareggiare nella classe 250; da notare anche che, se l'anno precedente le prime sei posizioni della classifica erano state occupate da 4 piloti italiani e da due tedeschi, quest'anno furono 4 piloti giapponesi a sostituirsi integralmente agli italiani.

Classifica piloti (prime 5 posizioni)
| Pos. | Pilota            | Moto    |     |   |   |     |     |    |     |     |   |   |    |     |   |   | P.ti |
| ---- | ----------------- | ------- | --- | - | - | --- | --- | -- | --- | --- | - | - | -- | --- | - | - | ---- |
| 1    | Dirk Raudies      | Honda   | 1   | 1 | 1 | Rit | 3   | 1  | 1   | 5   | 1 | 1 | 2  | 1   | 1 | 8 | 280  |
| 2    | Kazuto Sakata     | Honda   | 2   | 2 | 2 | 1   | 2   | 2  | 2   | Rit | 2 | 2 | 1  | 2   | 2 | 3 | 266  |
| 3    | Takeshi Tsujimura | Honda   | 9   | 3 | 3 | 3   | 1   | 3  | Rit | 9   | 9 | 8 | 3  | 4   | 6 | 2 | 177  |
| 4    | Ralf Waldmann     | Aprilia | Rit | 5 | 6 | 2   | 9   | 5  | Rit | 2   | 4 | 3 | NP | 5   | 3 | 1 | 160  |
| 5    | Noboru Ueda       | Honda   | 8   | 4 | 5 | 5   | Rit | 11 | Rit | 1   | 6 | 6 | 4  | Rit | 4 | 6 | 129  |
| Pos. | Pilota            | Moto    |     |   |   |     |     |    |     |     |   |   |    |     |   |   | P.ti |

| Legenda                                                                        | 1º posto        | 2º posto        | 3º posto | A punti      | Senza punti        | Grassetto=Pole position Corsivo=Giro più veloce |
| Legenda                                                                        | Gara non valida | Non qualificato | Ritirato | Squalificato | "-" Dato non disp. | Grassetto=Pole position Corsivo=Giro più veloce |
| Fonte dei dati: motogp.com, racingmemo.free.fr, autosport.com, jumpingjack.nl. |                 |                 |          |              |                    |                                                 |

## I sidecar

### La stagione dei sidecar
| Data Resoconto         | Gran Premio (Circuito)                             | Vincitori                              |
| 9 maggio Resoconto     | GP di superbike di Hockenheimring (Hockenheimring) | Steve Webster Gavin Simmons            |
| 13 giugno Resoconto    | GP di Germania (Hockenheimring)                    | Rolf Biland Kurt Waltisperg            |
| 26 giugno Resoconto    | GP d'Olanda (Assen)                                | Rolf Biland Kurt Waltisperg            |
| 11 luglio Resoconto    | GP di Superbike di Österreichring (Österreichring) | Annullata per cattive condizioni meteo |
| 18 luglio Resoconto    | GP di Superbike di Brno (Brno)                     | Rolf Biland Kurt Waltisperg            |
| 1º agosto Resoconto    | GP di Gran Bretagna (Donington Park)               | Rolf Biland Kurt Waltisperg            |
| 7 agosto Resoconto     | GP di Superbike di Anderstorp (Anderstorp)         | Steve Webster Gavin Simmons            |
| 22 agosto Resoconto    | GP della Repubblica Ceca (Brno)                    | Rolf Biland Kurt Waltisperg            |
| 26 settembre Resoconto | GP della FIM (Jarama)                              | Rolf Biland Kurt Waltisperg            |

Classifica equipaggi (prime 5 posizioni)
| Pos. | Pilota                                  | Moto        |   |    |   |   |   |   |   |   | P.ti |
| ---- | --------------------------------------- | ----------- | - | -- | - | - | - | - | - | - | ---- |
| 1    | Rolf Biland/Kurt Waltisperg             | LCR-Krauser | 2 | 1  | 1 | 1 | 1 | 2 | 1 | 1 | 190  |
| 2    | Steve Webster/Gavin Simmons             | LCR-ADM     | 1 | 14 | 2 | 5 | - | 1 | 3 | 2 | 119  |
| 3    | Klaus Klaffenböck/Christian Parzer      | LCR-ADM     | 3 | 9  | 5 | 2 | 3 | 3 | 6 | 6 | 106  |
| 4    | Paul Güdel/Thomas Böttcher-Charly Güdel | LCR-Krauser | - | 3  | 8 | 3 | 4 | 6 | 2 | 3 | 99   |
| 5    | Derek Brindley/Paul Hutchinson          | LCR-ADM     | 4 | 4  | 4 | 4 | 2 | 7 | 5 | 9 | 99   |
| Pos. | Pilota                                  | Moto        |   |    |   |   |   |   |   |   | P.ti |

| Legenda | 1º posto        | 2º posto            | 3º posto           | A punti      | Senza punti        | Grassetto – Pole position Corsivo – Giro più veloce |
| Legenda | Gara non valida | Non qual./Non part. | Ritirato/Non class | Squalificato | '-' Dato non disp. | Grassetto – Pole position Corsivo – Giro più veloce |